# あわら市芦原小学校
あわら市芦原小学校（あわらし あわらしょうがっこう）は、福井県あわら市田中々にある公立小学校。

## 沿革
- 1887年（明治20年）- 二面小学校・舟津小学校・為宝小学校の3校を統合し、芦原小学校が開設される。
- 1888年（明治21年）4月 - 舟津区東沖に校舎を新築。
- 1923年（大正12年）5月 - 氏神祭礼当日夜出火し、校舎3棟など焼失。
- 1924年（大正13年）6月 - 田中々に新校舎落成。
- 1935年（昭和10年）3月 - 福井県坂井郡芦原尋常高等小学校と改称する。
- 1941年（昭和16年）4月 - 福井県坂井郡芦原町立芦原国民学校と改称する。
- 1947年（昭和22年）
  - 4月 - 福井県坂井郡芦原町立芦原小学校と改称する。
  - 10月26日 - 昭和天皇が行幸（昭和天皇の戦後巡幸）[1]。
- 1948年（昭和23年）6月28日 - 福井地震のため校舎の全壊・半壊被害を受ける。
- 1949年（昭和24年）4月 - 半壊校舎の補修、南校舎・中校舎の新築完了。
- 1955年（昭和30年）11月 - 講堂落成。
- 1956年（昭和31年）4月 - 芦原大火のため、罹災者の避難所及び各種団体の事務所となる。
- 1966年（昭和41年）4月 - 特殊学級を新設する。
- 1971年（昭和46年）6月 - 町給食センター完成、町一本の給食始まる。
- 1973年（昭和48年）1月 - 新南校舎竣工する。
- 1974年（昭和49年）6月 - 北校舎増築及びつなぎ廊下竣工する。
- 1979年（昭和54年）7月 - プール竣工する。
- 1987年（昭和62年）5月 - 体育館落成。
- 1991年（平成3年）9月 - コンピュータルーム・多目的教室改築工事を行い、コンピュータ40台設置。
- 1992年（平成4年）8月 - 北校舎大規模改造を行う。
- 2002年（平成14年）
  - 3月 - コンピュータ40台入れ替え。
  - 4月 - 学校五日制完全実施。
- 2004年（平成16年）3月1日 - 芦原町と金津町の合併により、あわら市芦原小学校と改称する。
- 2010年（平成22年）
  - 3月 - 
    - あわら市デジタルテレビ整備事業でデジタルテレビ２１台、周辺機器が配置される。
    - 北校舎耐震工事完了

  - 7月 - 東校舎耐震工事完了。
  - 11月 - 南校舎耐震工事完了。

## 通学区域
舟津温泉・二面温泉・田中温泉・東温泉・西温泉・舟津・二面・牛山・松影・国影・新成・井江葭・横垣・宮王・桜・重義・番田・田中々・堀江十楽・布目

## 進学先中学校
- あわら市芦原中学校[2]

## 学区 / 校区内の主な施設
- えちぜん鉄道三国芦原線 あわら湯のまち駅・番田駅
- あわら警察署
- 芦原温泉

## 交通
- えちぜん鉄道三国芦原線 あわら湯のまち駅より 215m[3]